# Роберж, Франсуа
Франсуа́ Робе́рж (фр. François Roberge; род. 18 июня 1968, Леви, Квебек) — канадский кёрлингист.
Играет в основном на позиции третьего.
Чемпион Канады среди мужчин (2006). В составе мужской сборной Канады серебряный призёр чемпионата мира 2006.

## Достижения
- Чемпионат мира по кёрлингу среди мужчин: серебро (2006).
- Чемпионат Канады по кёрлингу среди мужчин: золото (2006), бронза (2000).
- Континентальный Кубок по кёрлингу (в составе команды Северной Америки): серебро (2006).

## Команды
| Сезон   | Четвёртый        | Третий         | Второй         | Первый             | Запасной                                 | Турниры                         |
| ------- | ---------------- | -------------- | -------------- | ------------------ | ---------------------------------------- | ------------------------------- |
| 1998—99 | Эрик Сильвен     | Максим Эльмале | Франсуа Роберж | Жан Ганьон         |                                          |                                 |
| 1999—00 | Эрик Сильвен     | Максим Эльмале | Франсуа Роберж | Жан Ганьон         |                                          |                                 |
| 1999—00 | Франсуа Роберж   | Максим Эльмале | Эрик Сильвен   | Жан Ганьон         | Мишель Сент-Онж                          | ЧК 2000                         |
| 2000—01 | Франсуа Роберж   | Максим Эльмале | Эрик Сильвен   | Жан Ганьон         |                                          |                                 |
| 2001—02 | Франсуа Роберж   | Максим Эльмале | Эрик Сильвен   | Жан Ганьон         | Жан-Мишель Менар тренер: Мишель Сент-Онж | ЧК 2002 (11 место)              |
| 2003—04 | Жан-Мишель Менар | Франсуа Роберж | Эрик Сильвен   | Максим Эльмале     | Жан Ганьон                               |                                 |
| 2004—05 | Жан-Мишель Менар | Франсуа Роберж | Эрик Сильвен   | Максим Эльмале     | Жан Ганьон тренер: Мишель Сент-Онж       | ЧК 2005 (4 место)               |
| 2005—06 | Жан-Мишель Менар | Франсуа Роберж | Эрик Сильвен   | Максим Эльмале     | Жан Ганьон тренер: Мишель Сент-Онж       | ЧК 2006 · ЧМ 2006               |
| 2006—07 | Жан-Мишель Менар | Франсуа Роберж | Эрик Сильвен   | Максим Эльмале     | Жан Ганьон                               | ККК 2006 · КК 2007 (9-10 место) |
| 2007—08 | Francois Gagne   | Франсуа Роберж | Максим Эльмале | Christian Bouchard |                                          |                                 |
| 2008—09 | Guy Hemmings     | Dwayne Fowler  | Shawn Fowler   | Максим Эльмале     | Франсуа Роберж                           |                                 |
| 2009—10 | Martin Ferland   | Франсуа Роберж | Shawn Fowler   | Максим Эльмале     | Philippe Lemay                           |                                 |
| 2010—11 | Martin Ferland   | Франсуа Роберж | Shawn Fowler   | Максим Эльмале     |                                          |                                 |
| 2011—12 | Martin Ferland   | Франсуа Роберж | Shawn Fowler   | Максим Эльмале     |                                          |                                 |
| 2012—13 | Martin Ferland   | Франсуа Роберж | Shawn Fowler   | Максим Эльмале     |                                          |                                 |
| 2013—14 | Martin Ferland   | Франсуа Роберж | Shawn Fowler   | Максим Эльмале     |                                          |                                 |
| 2016—17 | Martin Ferland   | Франсуа Роберж | Максим Эльмале | Жан Ганьон         |                                          |                                 |
| 2017—18 | Martin Ferland   | Франсуа Роберж | Максим Эльмале | Жан Ганьон         |                                          |                                 |
| 2018—19 | Франсуа Роберж   | Serge Reid     | Максим Эльмале | Daniel Bédard      |                                          | ЧКВ 2019 (5 место)              |
| 2022—23 | Франсуа Роберж   | Максим Эльмале | Эрик Сильвен   | Жан Ганьон         |                                          | ЧКВ 2022 (7 место)              |

(скипы выделены полужирным шрифтом)

## Частная жизнь
Окончил Университет Лаваля.
Работает в финансово-страховой компании SSQ Financial Group.